# دايفيد هولينغر
دايفيد هولينغر (بالإنجليزية: David Hollinger)‏ هو مؤرخ أمريكي، ولد في 25 أبريل 1941 في شيكاغو في الولايات المتحدة.